# Deuri
Deuri (nep. देउरी) – gaun wikas samiti we wschodniej części Nepalu w strefie Sagarmatha w dystrykcie Saptari. Według nepalskiego spisu powszechnego z 2001 roku liczył on 803 gospodarstw domowych i 3841 mieszkańców (1881 kobiet i 1960 mężczyzn).